# Méliphage de Bougainville
Stresemannia bougainvillei
Genre
Espèce
Statut de conservation UICN

 LC  : Préoccupation mineure
Le Méliphage de Bougainville (Stresemannia bougainvillei) est une espèce de passereaux de la famille des Meliphagidae. C'est la seule espèce du genre Stresemannia.

## Répartition
Il est endémique à l'île Bougainville en Papouasie-Nouvelle-Guinée

## Habitat
Il vit dans les forêts humides tropicales et subtropicales en plaine et dans les montagnes humides tropicales et subtropicales.

### Stresemannia
- (en) Congrès ornithologique international : Stresemannia bougainvillei dans l'ordre Passeriformes (consulté le 26 mai 2015)
- (en) Zoonomen Nomenclature Resource (Alan P. Peterson) : Stresemannia  dans Meliphagidae
- (en) UICN : espèce Stresemannia bougainvillei (Mayr, 1932) (consulté le 26 mai 2015)
- (en) Animal Diversity Web : Stresemannia

### Stresemannia bougainvillei
- (en) Zoonomen Nomenclature Resource (Alan P. Peterson) : Stresemannia bougainvillei  dans Meliphagidae
- (fr + en)  Avibase : Stresemannia bougainvillei (+ répartition)
- (en) Animal Diversity Web : Stresemannia bougainvillei